# Список военно-воздушных сил (Р-Я)
Список военно-воздушных сил (военно-воздушных флотов) отсортированный по алфавиту.
Содержание: А Б В Г Д Е З И Й К Л М Н О П Р С Т У Ф Х Ц Ч Ш Э Ю Я
Исчезнувшие государства

## Р
| Страна  |                                                         |                                                                          |                                                         | Год основания |
| Страна  | Наименование Оригинальное наименованиеТекущееПредыдущее | Наименование Оригинальное наименованиеТекущееПредыдущее                  | Наименование Оригинальное наименованиеТекущееПредыдущее | Год основания |
| ------- | ------------------------------------------------------- | ------------------------------------------------------------------------ | ------------------------------------------------------- | ------------- |
| Россия  |                                                         | Военно-воздушные силы Российской Федерации                               |                                                         | 2010          |
| Россия  |                                                         |                                                                          | 1991-2010                                               |               |
| Россия  |                                                         | Военно-воздушные силы СССР                                               |                                                         | 1946-1991     |
| Россия  |                                                         | Военно-Воздушные Силы РККА                                               |                                                         | 1943-1946     |
| Россия  |                                                         |                                                                          | 1924-1943                                               |               |
| Россия  |                                                         | Рабоче-крестьянский Красный воздушный флот                               |                                                         | 1917-1924     |
| Россия  |                                                         | Императорский военно-воздушный флот Императорскій военно-воздушный флотъ |                                                         | 1910-1917     |
| Россия  |                                                         | Авиация Военно-морского флота                                            |                                                         | 1991          |
| Руанда  |                                                         | Военно-воздушные силы Руанды Force Aérienne Rwandaise                    |                                                         | 1972          |
| Румыния |                                                         | Военно-воздушные силы Румынии Forţele Aeriene Române                     |                                                         | 1985          |
| Румыния |                                                         | Forţele Aeriene ale Republicii Socialiste România                        |                                                         | 1965-1985     |
| Румыния |                                                         | Forţele Aeriene ale Republicii Populare Române                           |                                                         | 1947-1965     |
| Румыния |                                                         | Forţele Aeriene Regale ale României                                      |                                                         | 1944-1947     |
| Румыния |                                                         | Forţele Aeriene Regale ale României                                      |                                                         | 1941-1944     |
| Румыния |                                                         | Aeronautica Regală Română                                                |                                                         | 1913-1941     |

## С
| Страна              |                                                         |                                                                                           |                                                         | Год основания |
| Страна              | Наименование Оригинальное наименованиеТекущееПредыдущее | Наименование Оригинальное наименованиеТекущееПредыдущее                                   | Наименование Оригинальное наименованиеТекущееПредыдущее | Год основания |
| ------------------- | ------------------------------------------------------- | ----------------------------------------------------------------------------------------- | ------------------------------------------------------- | ------------- |
| Сальвадор           |                                                         | Военно-воздушные силы Сальвадора Fuerza Aérea Salvadoreña (FAS)                           |                                                         | 1946          |
| Сальвадор           |                                                         | Военно-воздушные силы Армии Сальвадора Fuerza Aérea Ejército de Salvador (FAES)           |                                                         | 1927-1946     |
| Сальвадор           |                                                         | Авиационный корпус Сальвадора Cuerpo de la Aviación Salvadoreña                           |                                                         | 1925-1927     |
| Сальвадор           |                                                         | Авиационная флотилия Сальвадора Flotilla Aérea Salvadoreña                                |                                                         | 1923-1925     |
| Сальвадор           |                                                         | Военная авиационная служба Сальвадора Servicio de Aviación Militar de Salvador            |                                                         | 1922-1923     |
| Саудовская Аравия   |                                                         | Королевские военно-воздушные силы Саудовской Аравии Al Quwwat al Jawwiya as Sa'udiya      |                                                         | 1950          |
| Эсватини            |                                                         | Военно-воздушные силы Свазиленда                                                          |                                                         | 1979          |
| Сейшельские Острова |                                                         | Авиакрыло Береговой охраны Сейшельских островов                                           |                                                         | 1980          |
| Сенегал             |                                                         | Военно-воздушные силы Сенегала Armée de l'Air du Sénégal                                  |                                                         | 1960          |
| Сербия              |                                                         | Военно-воздушные силы и войска ПВО Сербии Ваздухопловство и ПВО Војске Србије             |                                                         | 2006          |
| Сербия              |                                                         | Авиация Сербии Српска Авијатика                                                           |                                                         | 1915-1918     |
| Сербия              |                                                         |                                                                                           | 1913-1915                                               |               |
| Сербия              |                                                         | Воздухоплавательная команда Ваздухопловна Команда                                         |                                                         | 1912-1913     |
| Сингапур            |                                                         | Военно-воздушные силы Республики Сингапур Angkatan Udara Republik Singapura               |                                                         | 1975          |
| Сирия               |                                                         | Военно-воздушные силы Сирии Al Quwwat al-Jawwiya al Arabiya as-Souriya                    |                                                         | 1961          |
| Сирия               |                                                         | Военно-воздушные силы Объединённой арабской республики                                    |                                                         | 1958-1961     |
| Сирия               |                                                         | Военно-воздушные силы Сирии Al Quwwat al-Jawwiya al Arabiya as-Souriya                    |                                                         | 1948-1958     |
| Словакия            |                                                         | Военно-воздушные силы Словакии Velitelstvo Vzdušnych Sil                                  |                                                         | 1993          |
| Словакия            |                                                         | Партизанские военно-воздушные силы Словакии Slovenské povstalecké letectvo                |                                                         | 1944          |
| Словакия            |                                                         | Словацкие воздушные силы Slovenske Vzdusne Zbrane                                         |                                                         | 1939-1944     |
| Словения            |                                                         | Военно-воздушные силы Армии Словении Vojaško Letalstvo in Zracna Obramba Slovenske Vojske |                                                         | 2004          |
| Словения            |                                                         | 15 Авиационная бригада Армии Словении                                                     |                                                         | 1995-2004     |
| Словения            |                                                         | 15 Авиационная бригада Территориальных сил обороны                                        |                                                         | 1992-1995     |
| Словения            |                                                         | Авиационное подразделение Территориальных сил обороны Словении                            |                                                         | 1991-1992     |
| Сомали              |                                                         | Военно-воздушные силы Сомали Ciidamadii Cirka Soomaaliya                                  |                                                         | 1961          |
| Судан               |                                                         | Военно-воздушные силы Судана Al Quwwat al-Jawwiya As-Sudaniya                             |                                                         | 1956          |
| Суринам             |                                                         | Военно-воздушные силы Суринама Surinaamse Luchtmacht                                      |                                                         | 1982          |
| США                 |                                                         | Военно-воздушные силы США United States Air Force (USAF)                                  |                                                         | 1947          |
| США                 |                                                         |                                                                                           | 1947-1990                                               |               |
| США                 |                                                         | Военно-воздушные силы Армии США United States Army Air Forces                             |                                                         | 1943-1947     |
| США                 |                                                         |                                                                                           | 1942-1943                                               |               |
| США                 |                                                         |                                                                                           | 1941-1942                                               |               |
| США                 |                                                         | Воздушный корпус Армии США United States Army Air Corps                                   |                                                         | 1926-1941     |
| США                 |                                                         | Авиационная служба Армии США United States Army Air Service                               |                                                         | 1918-1926     |
| США                 |                                                         | Отделение военного воздухоплавания Division of Military Aeronautics                       |                                                         | 1918-1918     |
| США                 |                                                         | Авиационная секция Корпуса связи США Aviation Section, U.S. Signal Corps                  |                                                         | 1914-1918     |
| США                 |                                                         | Воздухоплавательное отделение Корпуса связи США Aeronautical Division, U.S. Signal Corps  |                                                         | 1907-1914     |
| США                 |                                                         | Армейская авиация США United States Army Aviation Branch                                  |                                                         | 1947          |
| США                 |                                                         | Авиация ВМС США United States Naval Aviation                                              |                                                         | 1911          |
| США                 |                                                         |                                                                                           | 1947-1990                                               |               |
| США                 |                                                         |                                                                                           | 1943-1947                                               |               |
| США                 |                                                         |                                                                                           | 1942-1943                                               |               |
| США                 |                                                         |                                                                                           | 1926-1942                                               |               |
| США                 |                                                         | Авиация Корпуса морской пехоты США United States Marine Corps Aviation                    |                                                         | 1912          |
| Сьерра-Леоне        |                                                         | Силы обороны Сьерра-Леоне                                                                 |                                                         | 1973          |

## Т
| Страна                                      |                                                         |                                                                                      |                                                         | Год основания |
| Страна                                      | Наименование Оригинальное наименованиеТекущееПредыдущее | Наименование Оригинальное наименованиеТекущееПредыдущее                              | Наименование Оригинальное наименованиеТекущееПредыдущее | Год основания |
| ------------------------------------------- | ------------------------------------------------------- | ------------------------------------------------------------------------------------ | ------------------------------------------------------- | ------------- |
| Таджикистан                                 |                                                         | Военно-воздушные силы и войска ПВО Таджикистана                                      |                                                         | 1993 (1994)   |
| Таиланд                                     |                                                         | Королевские военно-воздушные силы Таиланда กองทัพอากาศไทย Kongthap Akat Thai          |                                                         | 1937          |
| Таиланд                                     |                                                         | Военно-воздушная дивизия กรมทหารอากาศ Krom Tahan Akat                                |                                                         | 1935-1937     |
| Таиланд                                     |                                                         | Авиационная дивизия กรมอากาศยาน Krom Akatsayan                                       |                                                         | 1921-1935     |
| Таиланд                                     |                                                         | Дивизия армейской авиации กรมอากาศยานทหารบก Krom Akatsayan Tahan Bok                 |                                                         | 1917-1921     |
| Таиланд                                     |                                                         | Подразделение армейской авиации กองบินทหารบก Kong Bin Tahan Bok                       |                                                         | 1914-1917     |
| Китайская Республика · Китайская Республика |                                                         | Военно-воздушные силы Китайской Республики 中華民國空軍 Chung-Hua Min-Kuo K'ung-Chün |                                                         | 1938          |
| Китайская Республика · Китайская Республика |                                                         | Национальные китайские военно-воздушные силы                                         |                                                         | 1925-1938     |
| Китайская Республика · Китайская Республика |                                                         | Авиационное министерство Китая                                                       |                                                         | 1920-1925     |
| Китайская Республика · Китайская Республика |                                                         | Авиационная служба Китая                                                             |                                                         | 1916-1919     |
| Китайская Республика · Китайская Республика |                                                         | Воздушные войска Китайской армии                                                     |                                                         | 1914-1916     |
| Китайская Республика · Китайская Республика |                                                         | Авиационный корпус Китайской армии                                                   |                                                         | 1913-1914     |
| Китайская Республика · Китайская Республика |                                                         | Командование армейской авиации и специальных сил Армии Китайской республики          |                                                         | 1999          |
| Китайская Республика · Китайская Республика |                                                         | Командование воздушно-десантных и специальных сил Армии                              |                                                         | 1979-1999     |
| Китайская Республика · Китайская Республика |                                                         | Авиационное командование армии                                                       |                                                         | 1976-1979     |
| Китайская Республика · Китайская Республика |                                                         | Авиационное командование ВМС Китайской республики                                    |                                                         | 1995          |
| Китайская Республика · Китайская Республика |                                                         | Противолодочная группа ВМС                                                           |                                                         | 1991-1995     |
| Китайская Республика · Китайская Республика |                                                         | Вертолётная эскадрилья флота                                                         |                                                         | 1977-1991     |
| Китайская Республика · Китайская Республика |                                                         | Авиационная служба ВМС Китая                                                         |                                                         | 1927-1938     |
| Танзания                                    |                                                         | Военно-воздушные силы Танзании Tanzania Air Force Command                            |                                                         | 1965          |
| Того                                        |                                                         | Военно-воздушные силы Того Force Aérienne Togolaise                                  |                                                         | 1964          |
| Тринидад и Тобаго                           |                                                         | Воздушная охрана Армии обороны Тринидада и Тобаго                                    |                                                         | 1966          |
| Тунис                                       |                                                         | Военно-воздушные силы Туниса Al Quwwat al-Jawwiya al-Jamahiriyah at'Tunisia          |                                                         | 1959          |
| Туркменистан                                |                                                         | Военно-воздушные силы и войска ПВО Туркмении                                         |                                                         | 1992          |
| Турция                                      |                                                         | Военно-воздушные силы Турции Türk Hava Kuvvetleri                                    |                                                         | 1944          |
| Турция                                      |                                                         | Министерство обороны Турции, Секретариат Военной авиации Hava Müsteşarlığı           |                                                         | 1928-1944     |
| Турция                                      |                                                         | Военно-воздушный инспекторат Турции Hava Kuvvetleri Müfettişliği                     |                                                         | 1922-1928     |
| Турция                                      |                                                         | Главный отдел военной авиации Турции Kuva-yı Havaiye Müdüriyet-i Umumiyesi           |                                                         | 1921-1922     |
| Турция                                      |                                                         | Авиационная служба армии Турции Kuva-yı Havaiye Şubesi                               |                                                         | 1920-1921     |
| Турция                                      |                                                         | Авиация сухопутных войск Турции Türk Kara Kuvvetleri Havacılığı                      |                                                         | 1948          |
| Турция                                      |                                                         | Авиация ВМС Турции Türk Donanma Havacılığı                                           |                                                         | 1971          |
| Турция                                      |                                                         | Авиация береговой охраны Турции Türk Sahil Güvenlik Havacılığı                       |                                                         | 1993          |

## У
| Страна     |                                                         |                                                                                               |                                                         | Год основания |
| Страна     | Наименование Оригинальное наименованиеТекущееПредыдущее | Наименование Оригинальное наименованиеТекущееПредыдущее                                       | Наименование Оригинальное наименованиеТекущееПредыдущее | Год основания |
| ---------- | ------------------------------------------------------- | --------------------------------------------------------------------------------------------- | ------------------------------------------------------- | ------------- |
| Уганда     |                                                         | Военно-воздушные силы Уганды                                                                  |                                                         | 1964          |
| Узбекистан |                                                         | Войска ПВО и Военно-воздушные силы Узбекистана                                                |                                                         | 1992          |
| Украина    |                                                         | Воздушные силы Украины Повітряні Сили України                                                 |                                                         | 2005          |
| Украина    |                                                         | Военно-воздушные силы Украины Військово-Повітряні Сили України                                |                                                         | 1992-2005     |
| Украина    |                                                         | Воздушный флот Украинской Народной Республики Повітряний флот Української Народної Республіки |                                                         | 1918-1921     |
| Украина    |                                                         | Воздушный флот Украинской Державы Повітряний флот Української Держави                         |                                                         | 1918          |
| Украина    |                                                         | Воздушный флот Украинской Народной Республики Повітряний флот Української Народної Республіки |                                                         | 1917-1918     |
| Украина    |                                                         | Авиация ВМС Украины Авіація Військово-Морських Сил                                            |                                                         | 1992          |
| Уругвай    |                                                         | Военно-воздушные силы Уругвая Fuerza Aérea Uruguaya                                           |                                                         | 1953          |
| Уругвай    |                                                         | Воздушные силы армии Уругвая Fuerza Aérea Militar                                             |                                                         | 1952-1953     |
| Уругвай    |                                                         | Авиация армии Уругвая Aeronáutica Militar Uruguaya                                            |                                                         | 1935-1952     |
| Уругвай    |                                                         | Военная школа аэронавтики Escuela Militar de Aeronáutica                                      |                                                         | 1916-1935     |
| Уругвай    |                                                         | Военная воздухоплавательная школа Escuela de Aviación Militar                                 |                                                         | 1913-1916     |
| Уругвай    |                                                         | Авиация ВМС Уругвая Aviación Naval Uruguaya                                                   |                                                         | 1951          |
| Уругвай    |                                                         | Авиационная служба ВМС Уругвая Servicio Aeronáutico                                           |                                                         | 1925-1951     |

## Ф
| Страна    |                                                         | |                                                         | Год основания |
| Страна    | Наименование Оригинальное наименованиеТекущееПредыдущее | Наименование Оригинальное наименованиеТекущееПредыдущее                                                      | Наименование Оригинальное наименованиеТекущееПредыдущее | Год основания |
| --------- | ------------------------------------------------------- | --- | ------------------------------------------------------- | ------------- |
| Фиджи     |                                                         | отдельные подразделения отсутствуют                                                                          |                                                         |               |
| Фиджи     |                                                         | Авиакрыло Вооружённых сил Республики Фиджи                                                                   |                                                         | 1987-1998     |
| Филиппины |                                                         | Военно-воздушные силы Филиппин Hukbong Himpapawid ng Pilipinas                                               |                                                         | 1947          |
| Финляндия |                                                         | Военно-воздушные силы Финляндии Suomen ilmavoimat Finländska flygvapnet                                      |                                                         | 1918          |
| Финляндия |                                                         | | 1918-1945                                               |               |
| Финляндия |                                                         | Армейская авиация Финляндии Suomen maavoimat - Helikopteripataljoona Finländska armén - Helikopterbataljonen |                                                         | 1997          |
| Финляндия |                                                         | Пограничная охрана Финляндии Rajavartiolaitos Gränsbevakningsväsendet                                        |                                                         | 1919          |
| Финляндия |                                                         | Береговая охрана Финляндии Merivartiolaitos Sjöbevakningssektionen                                           |                                                         | 1919-1944     |
| Франция   |                                                         | Военно-воздушные силы Франции Armée de l'Air                                                                 |                                                         | 1933          |
| Франция   |                                                         | Авиаполк Нормандия-Неман Groupe de Chasse Normandie-Niémen                                                   |                                                         | 1942-1945     |
| Франция   |                                                         | Эскадрильи "Свободной Франции" ВВС Великобритании 326-329 и 340-347 Forces Aériennes Françaises Libres       |                                                         | 1940-1945     |
| Франция   |                                                         | Армейская авиация Франции Aviation Militaire                                                                 |                                                         | 1909-1933     |
| Франция   |                                                         | Авиация ВМС Франции Aviation Navale                                                                          |                                                         | 1925          |
| Франция   |                                                         | Лёгкая авиация Сухопутных сил Франции Aviation Légère de l'Armée de Terre                                    |                                                         | 1954          |

## Х
| Страна   |                                                         |                                                                                                 |                                                         | Год основания |
| Страна   | Наименование Оригинальное наименованиеТекущееПредыдущее | Наименование Оригинальное наименованиеТекущееПредыдущее                                         | Наименование Оригинальное наименованиеТекущееПредыдущее | Год основания |
| -------- | ------------------------------------------------------- | ----------------------------------------------------------------------------------------------- | ------------------------------------------------------- | ------------- |
| Хорватия |                                                         | Военно-воздушные силы и войска ПВО Хорватии Hrvatsko Ratno Zrakoplovstvo i Protuzracna Obrana   |                                                         | 1991          |
| Хорватия |                                                         | Военно-воздушные силы Независимого государства Хорватия Zrakoplovstvo Nezavisne Države Hrvatske |                                                         | 1941-1945     |
| Хорватия |                                                         | Хорватский воздушный легион Hrvatska zrakoplovna legija                                         |                                                         | 1941-1945     |

## Ц
| Страна |                                                         |                                                                                       |                                                         | Год основания |
| Страна | Наименование Оригинальное наименованиеТекущееПредыдущее | Наименование Оригинальное наименованиеТекущееПредыдущее                               | Наименование Оригинальное наименованиеТекущееПредыдущее | Год основания |
| ------ | ------------------------------------------------------- | ------------------------------------------------------------------------------------- | ------------------------------------------------------- | ------------- |
| ЦАР    |                                                         | Военно-воздушные силы Центрально-африканской республики Force Aérienne Centrafricaine |                                                         | 1961          |

## Ч
| Страна     |                                                         |                                                                               |                                                         | Год основания |
| Страна     | Наименование Оригинальное наименованиеТекущееПредыдущее | Наименование Оригинальное наименованиеТекущееПредыдущее                       | Наименование Оригинальное наименованиеТекущееПредыдущее | Год основания |
| ---------- | ------------------------------------------------------- | ----------------------------------------------------------------------------- | ------------------------------------------------------- | ------------- |
| Чад        |                                                         | Военно-воздушные силы Чада Force Aérienne Tchadienne                          |                                                         | 1973          |
| Черногория |                                                         | Военно-воздушные силы Черногории Vazdušne snage Crne Gore                     |                                                         | 2006          |
| Чехия      |                                                         | Военно-воздушные силы Чешской республики Vzdušné síly armády České republiky  |                                                         | 1993          |
| Чили       |                                                         | Военно-воздушные силы Чили Fuerza Aérea de Chile (FACh)                       |                                                         | 1930          |
| Чили       |                                                         | Авиационная служба армии Чили Servició de Aviación Militar de Chile           |                                                         | 1910-1930     |
| Чили       |                                                         | Авиационная служба ВМФ Чили Servicio de Aviación de la Armada de Chile        |                                                         | 1953          |
| Чили       |                                                         | Авиационная служба ВМС Чили Servicio de Aviación Naval de Chile               |                                                         | 1919-1930     |
| Чили       |                                                         | Авиационная командование Армии Чили Comando de Aviación del Ejército de Chile |                                                         | 1970          |

## Ш
| Страна    |                                                         |                                                                                                   |                                                         | Год основания |
| Страна    | Наименование Оригинальное наименованиеТекущееПредыдущее | Наименование Оригинальное наименованиеТекущееПредыдущее                                           | Наименование Оригинальное наименованиеТекущееПредыдущее | Год основания |
| --------- | ------------------------------------------------------- | ------------------------------------------------------------------------------------------------- | ------------------------------------------------------- | ------------- |
| Швейцария |                                                         | Военно-воздушные силы Швейцарии Schweizer Luftwaffe Forces Aériennes Suisses Forze Aeree Svizzere |                                                         | 1946          |
| Швейцария |                                                         | Независимая служба военного ведомства Швейцарии Schweizerische Flugwaffe                          |                                                         | 1936-1946     |
| Швейцария |                                                         | Армейская авиация Швейцарии Schweizerische Fliegertruppe                                          |                                                         | 1914-1936     |
| Швеция    |                                                         | Военно-воздушные силы Швеции Svenska Flygvapnet                                                   |                                                         | 1926          |
| Швеция    |                                                         | Авиационная рота Корпуса связи Flygkompaniet                                                      |                                                         | 1912-1926     |
| Швеция    |                                                         | Служба морской авиации Marinens Flygväsen                                                         |                                                         | 1911-1926     |
| Швеция    |                                                         | Вёртолётное авиакрыло Försvarsmaktens Helikopterflottilj                                          |                                                         | 1998-2003     |
| Швеция    |                                                         | Армейская авиация Швеции Arméflyget                                                               |                                                         | 1954-1998     |
| Швеция    |                                                         | Морская авиация Швеции Marinflyget                                                                |                                                         | 1958-1998     |
| Шри-Ланка |                                                         | Военно-воздушные силы Шри-Ланки                                                                   |                                                         | 1972          |
| Шри-Ланка |                                                         | Королевские Военно-воздушные силы Цейлона                                                         |                                                         | 1951-1972     |

## Э
| Страна  |                                                         |                                                                                   |                                                         | Год основания |
| Страна  | Наименование Оригинальное наименованиеТекущееПредыдущее | Наименование Оригинальное наименованиеТекущееПредыдущее                           | Наименование Оригинальное наименованиеТекущееПредыдущее | Год основания |
| ------- | ------------------------------------------------------- | --------------------------------------------------------------------------------- | ------------------------------------------------------- | ------------- |
| Эквадор |                                                         | Военно-воздушные силы Эквадора Fuerza Aérea Ecuatoriana (FAE)                     |                                                         | 1944          |
| Эквадор |                                                         | Военно-воздушные силы Армии Эквадора Fuerza Aérea del Ejército Equatoriana (FAEE) |                                                         | 1935-1944     |
| Эквадор |                                                         | Авиационный корпус Армии Cuerpo de Aviadores Militares del Ejército               |                                                         | 1927-1935     |
| Эквадор |                                                         | Рота армейской авиации Compañia de Aviación del Ejército                          |                                                         | 1925-1927     |
| Эквадор |                                                         | Военная авиашкола Escuela Militar de Aviación                                     |                                                         | 1920-1925     |
| Эквадор |                                                         | Авиация ВМС Эквадора Aviación Naval Ecuatoriana (ANE)                             |                                                         | 1967          |
| Эквадор |                                                         | Армейская авиация Эквадора Aviación del Ejército Ecuatoriano (AEE)                |                                                         | 1978          |
| Эквадор |                                                         | Авиационная служба Армии Эквадора Servicio Aéreo del Ejército (SAE)               |                                                         | 1954-1978     |
| Эритрея |                                                         | Военно-воздушные силы Эритреи                                                     |                                                         | 1994          |
| Эстония |                                                         | Военно-воздушные силы Эстонии Eesti Õhuvägi                                       |                                                         | 1991          |
| Эстония |                                                         | Отдельные подразделения люфтваффе                                                 |                                                         | 1943-1944     |
| Эстония |                                                         | Зондерштаффель Бушман Sonderstaffel Buschmann                                     |                                                         | 1942-1943     |
| Эстония |                                                         | Эскадрилья в составе 22 Территориального корпуса Красной армии                    |                                                         | 1940-1941     |
| Эстония |                                                         | Авиационный полк                                                                  |                                                         | 1920-1940     |
| Эстония |                                                         | Авиационная рота                                                                  |                                                         | 1918-1920     |
| Эфиопия |                                                         | Военно-воздушные силы Эфиопии Ye Ithopya Ayer Hayl                                |                                                         | 1975          |
| Эфиопия |                                                         | Имперские Военно-воздушные силы Эфиопии                                           |                                                         | 1946-1975     |
| Эфиопия |                                                         | Имперская авиация Эфиопии                                                         |                                                         | 1929-1935     |

## Ю
| Страна           |                                                         | |                                                         | Год основания |
| Страна           | Наименование Оригинальное наименованиеТекущееПредыдущее | Наименование Оригинальное наименованиеТекущееПредыдущее                                             | Наименование Оригинальное наименованиеТекущееПредыдущее | Год основания |
| ---------------- | ------------------------------------------------------- | --------------------------------------------------------------------------------------------------- | ------------------------------------------------------- | ------------- |
| ЮАР              |                                                         | Военно-воздушные силы Южной Африки Suid-Afrikaanse Lugmag                                           |                                                         | 1920          |
| ЮАР              |                                                         | Авиационный корпус Южной Африки                                                                     |                                                         | 1915-1920     |
| Республика Корея |                                                         | Военно-воздушные силы Республики Корея кор. 대한민국 공군 (кор. 大韓民國空軍) Daehan Minguk Gonggun |                                                         | 1949          |
| Южная Осетия     |                                                         | Военно-воздушные силы Южной Осетии                                                                  |                                                         | 1992          |

## Я
| Страна |                                                              |                                                                                                 |                                                         | Год основания |
| Страна | Наименование Оригинальное наименованиеТекущееПредыдущее      | Наименование Оригинальное наименованиеТекущееПредыдущее                                         | Наименование Оригинальное наименованиеТекущееПредыдущее | Год основания |
| ------ | ------------------------------------------------------------ | ----------------------------------------------------------------------------------------------- | ------------------------------------------------------- | ------------- |
| Ямайка |                                                              | Авиакрыло Сил обороны Ямайки                                                                    |                                                         | 1963          |
| Япония |                                                              | Воздушные силы самообороны Японии 航空自衛隊 Kōkū Jieitai                                       |                                                         | 1954          |
| Япония | Морские силы самообороны Японии 海上自衛隊 Kaijō Jieitai     |                                                                                                 |                                                         |               |
| Япония |                                                              | Авиация Императорского флота Японии 大日本帝国海軍航空本部 Dai-Nippon Teikoku Kaigun Kōkū Hombu |                                                         | 1912-1945     |
| Япония | Сухопутные силы самообороны Японии 陸上自衛隊 Rikujō Jieitai |                                                                                                 |                                                         |               |
| Япония |                                                              | Авиация Императорской армии Японии 大日本帝国陸軍航空本部 Dai-Nippon Teikoku Rikugun Kōkū Hombu |                                                         | 1912-1945     |

Содержание: А Б В Г Д Е З И Й К Л М Н О П Р С Т У Ф Х Ц Ч Ш Э Ю Я